# ライラック (競走馬)
ライラック（欧字名:Lilac、2019年4月28日 - ）は、日本の競走馬。2022年のフェアリーステークスの勝ち馬である。
馬名の意味は、北海道の代表的な花の名。

## 戦績

### 2歳（2021年）
10月16日東京の2歳新馬（芝1800m）に1番人気で出走。道中好位でレースを進めると直線で楽に抜け出し、最後はエピファニー（2024年小倉大賞典の覇者）に1馬身1/4差をつけデビュー戦を飾る。11月27日の京都2歳ステークスでは中団追走も直線で伸びを欠き8着に終わった。

### 3歳（2022年）
1月10日のフェアリーステークスでは道中最後方からレースを進め、直線で大外から追い込んでくると最後は内から伸びてきた1番人気のスターズオンアースをクビ差で捕え重賞初制覇を果たした。その後桜花賞、優駿牝馬に出走し、それぞれ16着、11着という結果であった。
秋は秋華賞トライアルの紫苑ステークスから始動。中団馬群から直線でうまく外のスペースに出て、上位2頭を猛追し、スタニングローズの3着に入り、秋華賞の優先出走権を確保した。相沢調教師は「勝負どころで窮屈になって少し仕掛けのタイミングが遅れたようだね。『もう少しスムーズだったら上の着順もあった』とジョッキーも悔しがっていた」と語った。
10月16日の秋華賞では、1枠2番を引き当てたが、相沢調教師は「（後入れになる）偶数になったのはうれしい。でも、ちょっと内過ぎますね。ゴチャゴチャするのが嫌なんだよね…」と語っていた。レースはスターズオンアースに次ぐメンバー2位の上がり33秒9をマークしたが、4コーナーを過ぎてもまだ最後方であり、直線は大外に出して追い上げたが、上位とは離された10着に終わった。フェアリーステークス以来のコンビとなった鞍上のミルコ・デムーロ騎手は「スタートは出たけれど、かんでいたので引いたら位置取りが後ろになってしまった」「前が残る馬場だったし、うまく乗れなかった」と語った。
次走の11月13日のエリザベス女王杯では12番人気であったが、3歳馬最先着の2着、ウインマリリンとの同着だった。後方2番手から直線勝負にかけると、ジェラルディーナに次ぐメンバー上がり2位の35秒5の末脚で追い込んだが1馬身3/4差届かなかった。鞍上のミルコ・デムーロ騎手は「すごい脚を使ってくれました。前回はイレ込みがすごくて、今回は雰囲気が良かったです。柔らかい馬場も合っていましたね」と語った。

## 競走成績
以下の内容は、netkeiba.comの情報に基づく。
| 競走日     | 競馬場 | 競走名           | 格   | 距離（馬場）  | 頭 数 | 枠 番 | 馬 番 | オッズ （人気） | 着順 | タイム （上がり3F） | 着差 | 騎手        | 斤量 [kg] | 1着馬（2着馬）         | 馬体重 [kg] |
| ---------- | ------ | ---------------- | ---- | ------------- | ----- | ----- | ----- | --------------- | ---- | ------------------- | ---- | ----------- | --------- | ---------------------- | ----------- |
| 2021.10.16 | 東京   | 2歳新馬          |      | 芝1800m（良） | 18    | 4     | 8     | 002.70（1人）   | 01着 | R1:50.1（33.9）     | -0.2 | 0M.デムーロ | 54        | （エピファニー）       | 434         |
| 0000.11.27 | 阪神   | 京都2歳S         | GIII | 芝2000m（良） | 10    | 6     | 6     | 006.00（4人）   | 08着 | R2:04.5（36.5）     | -1.2 | 0M.デムーロ | 54        | ジャスティンロック     | 424         |
| 2022.01.10 | 中山   | フェアリーS      | GIII | 芝1600m（良） | 16    | 4     | 8     | 007.10（5人）   | 01着 | R1:35.2（34.7）     | -0.1 | 0M.デムーロ | 54        | （スターズオンアース） | 420         |
| 0000.04.10 | 阪神   | 桜花賞           | GI   | 芝1600m（良） | 18    | 5     | 10    | 022.4（10人）   | 16着 | R1:34.0（34.1）     | -1.1 | 0福永祐一   | 55        | スターズオンアース     | 426         |
| 0000.05.22 | 東京   | 優駿牝馬         | GI   | 芝2400m（良） | 17    | 6     | 12    | 042.4（12人）   | 11着 | R2:25.4（34.5）     | -1.2 | 0横山和生   | 55        | スターズオンアース     | 426         |
| 0000.09.10 | 中山   | 紫苑S            | GIII | 芝2000m（良） | 12    | 6     | 8     | 006.80（6人）   | 03着 | R2:00.0（34.6）     | -0.1 | 0戸崎圭太   | 54        | スタニングローズ       | 434         |
| 0000.10.16 | 阪神   | 秋華賞           | GI   | 芝2000m（良） | 16    | 1     | 2     | 019.90（6人）   | 10着 | R1:59.4（33.9）     | -0.8 | 0M.デムーロ | 55        | スタニングローズ       | 432         |
| 0000.11.13 | 阪神   | エリザベス女王杯 | GI   | 芝2200m（重） | 18    | 7     | 15    | 052.9（12人）   | 02着 | R2:13.3（35.5）     | -0.3 | 0M.デムーロ | 54        | ジェラルディーナ       | 438         |
| 2023.03.25 | 中山   | 日経賞           | GII  | 芝2500m（不） | 12    | 4     | 4     | 005.90（3人）   | 04着 | R2:38.3（36.9）     | -1.5 | 0M.デムーロ | 54        | タイトルホルダー       | 434         |
| 0000.05.28 | 東京   | 目黒記念         | GII  | 芝2500m（良） | 18    | 2     | 4     | 008.30（5人）   | 09着 | R2:31.4（34.1）     | -0.6 | 0M.デムーロ | 56        | ヒートオンビート       | 438         |
| 0000.06.25 | 阪神   | 宝塚記念         | GI   | 芝2200m（良） | 17    | 1     | 1     | 158.9（13人）   | 17着 | R2:12.7（36.4）     | -1.5 | 0M.デムーロ | 56        | イクイノックス         | 430         |
| 0000.10.14 | 東京   | 府中牝馬S        | GII  | 芝1800m（良） | 13    | 6     | 8     | 025.9（10人）   | 03着 | R1:46.2（33.0）     | -0.1 | 0戸崎圭太   | 55        | ディヴィーナ           | 448         |
| 0000.11.12 | 京都   | エリザベス女王杯 | GI   | 芝2200m（良） | 15    | 6     | 11    | 010.20（4人）   | 04着 | R2:12.9（34.2）     | -0.3 | 0戸崎圭太   | 56        | ブレイディヴェーグ     | 442         |
| 0000.12.24 | 中山   | 有馬記念         | GI   | 芝2500m（良） | 16    | 4     | 8     | 065.1（10人）   | 13着 | R2:31.8（34.9）     | -0.9 | 0戸崎圭太   | 56        | ドウデュース           | 448         |
| 2024.04.06 | 阪神   | 阪神牝馬S        | GII  | 芝1600m（良） | 11    | 8     | 11    | 010.50（6人）   | 10着 | R1:34.2（34.2）     | -1.2 | 0戸崎圭太   | 55        | マスクトディーヴァ     | 432         |
| 0000.05.12 | 東京   | ヴィクトリアM    | GI   | 芝1600m（良） | 15    | 1     | 1     | 056.70（9人）   | 14着 | R1:33.7（35.8）     | -1.9 | 0戸崎圭太   | 56        | テンハッピーローズ     | 440         |
| 0000.10.14 | 東京   | 府中牝馬S        | GII  | 芝1800m（良） | 15    | 8     | 14    | 033.80（9人）   | 13着 | R1:45.7（34.1）     | -1.0 | 0横山武史   | 55        | ブレイディヴェーグ     | 458         |
| 0000.11.10 | 京都   | エリザベス女王杯 | GI   | 芝2200m（良） | 17    | 1     | 2     | 035.7（10人）   | 06着 | R2:11.6（33.9）     | -0.5 | 0石川裕紀人 | 56        | スタニングローズ       | 448         |
| 2025.01.26 | 中山   | AJCC             | GII  | 芝2200m（良） | 18    | 1     | 1     | 040.30（9人）   | 05着 | R2:12.7（36.3）     | -0.6 | 0石川裕紀人 | 55        | ダノンデサイル         | 444         |
| 0000.03.16 | 中京   | 金鯱賞           | GII  | 芝2000m（重） | 10    | 3     | 3     | 025.40（7人）   | 08着 | 02:03.1（37.8）     | -1.8 | 0石川裕紀人 | 55        | クイーンズウォーク     | 446         |
| 0000.04.20 | 福島   | 福島牝馬S        | GIII | 芝1800m（良） | 16    | 1     | 2     | 007.70（3人）   | 08着 | 01:47.2（34.4）     | -1.0 | 0石川裕紀人 | 55        | アドマイヤマツリ       | 442         |
| 0000.08.03 | 札幌   | クイーンS        | GIII | 芝1800m（良） | 14    | 7     | 11    | 039.1（10人）   | 04着 | R1:46.3（34.6）     | -0.3 | 0石川裕紀人 | 55        | アルジーヌ             | 454         |

- 競走成績は2025年8月3日現在

## 血統表
| ライラックの血統                | ライラックの血統                                             | ライラックの血統                                             | （血統表の出典）                                             | （血統表の出典）    |
| 父系                            | サンデーサイレンス系（ヘイロー系）                           | サンデーサイレンス系（ヘイロー系）                           | サンデーサイレンス系（ヘイロー系）                           | [ § 2 ]             |
| 父 オルフェーヴル 2008 栗毛     | 父の父ステイゴールド 1994 黒鹿毛                             | *サンデーサイレンス                                          | Halo                                                         | Halo                |
| 父 オルフェーヴル 2008 栗毛     | 父の父ステイゴールド 1994 黒鹿毛                             | *サンデーサイレンス                                          | Wishing Well                                                 |                     |
| 父 オルフェーヴル 2008 栗毛     | 父の父ステイゴールド 1994 黒鹿毛                             | ゴールデンサッシュ                                           | *ディクタス                                                  | *ディクタス         |
| 父 オルフェーヴル 2008 栗毛     | 父の父ステイゴールド 1994 黒鹿毛                             | ゴールデンサッシュ                                           | ダイナサッシュ                                               |                     |
| 父 オルフェーヴル 2008 栗毛     | 父の母オリエンタルアート 1997 栗毛                           | メジロマックイーン                                           | メジロティターン                                             | メジロティターン    |
| 父 オルフェーヴル 2008 栗毛     | 父の母オリエンタルアート 1997 栗毛                           | メジロマックイーン                                           | メジロオーロラ                                               |                     |
| 父 オルフェーヴル 2008 栗毛     | 父の母オリエンタルアート 1997 栗毛                           | エレクトロアート                                             | *ノーザンテースト                                            | *ノーザンテースト   |
| 父 オルフェーヴル 2008 栗毛     | 父の母オリエンタルアート 1997 栗毛                           | エレクトロアート                                             | *グランマスティーヴンス                                      |                     |
| 母 ヴィーヴァブーケ 2006 青鹿毛 | 母の父キングカメハメハ 2001 鹿毛                             | Kingmambo                                                    | Mr. Prospector                                               | Mr. Prospector      |
| 母 ヴィーヴァブーケ 2006 青鹿毛 | 母の父キングカメハメハ 2001 鹿毛                             | Kingmambo                                                    | Miesque                                                      |                     |
| 母 ヴィーヴァブーケ 2006 青鹿毛 | 母の父キングカメハメハ 2001 鹿毛                             | *マンファス                                                  | *ラストタイクーン                                            | *ラストタイクーン   |
| 母 ヴィーヴァブーケ 2006 青鹿毛 | 母の父キングカメハメハ 2001 鹿毛                             | *マンファス                                                  | Pilot Bird                                                   |                     |
| 母 ヴィーヴァブーケ 2006 青鹿毛 | 母の母ブルーリッジリバー 1999 黒鹿毛                         | フジキセキ                                                   | *サンデーサイレンス                                          | *サンデーサイレンス |
| 母 ヴィーヴァブーケ 2006 青鹿毛 | 母の母ブルーリッジリバー 1999 黒鹿毛                         | フジキセキ                                                   | *ミルレーサー                                                |                     |
| 母 ヴィーヴァブーケ 2006 青鹿毛 | 母の母ブルーリッジリバー 1999 黒鹿毛                         | スカーレットブルー                                           | *ノーザンテースト                                            | *ノーザンテースト   |
| 母 ヴィーヴァブーケ 2006 青鹿毛 | 母の母ブルーリッジリバー 1999 黒鹿毛                         | スカーレットブルー                                           | *スカーレットインク                                          |                     |
| 母系(F-No.)                     | スカーレツトインク(USA)系(FN:4-d)                            | スカーレツトインク(USA)系(FN:4-d)                            | スカーレツトインク(USA)系(FN:4-d)                            | [ § 3 ]             |
| 5代内の近親交配                 | サンデーサイレンス 3×4=18.75%、ノーザンテースト 5×4×4=15.63% | サンデーサイレンス 3×4=18.75%、ノーザンテースト 5×4×4=15.63% | サンデーサイレンス 3×4=18.75%、ノーザンテースト 5×4×4=15.63% | [ § 4 ]             |
| 出典                            | 1. 2. 3. 4.                                                  | 1. 2. 3. 4.                                                  | 1. 2. 3. 4.                                                  | 1. 2. 3. 4.         |

- 母ヴィーヴァブーケは中央で1勝、2代母ブルーリッジリバーは2002年の桜花賞2着馬。
- 半兄に2019年の札幌2歳ステークス勝ち馬ブラックホール（父ゴールドシップ）がいる。